# Legion (album)
Legion je drugi studijski album američkog death metal-sastava Deicide. Album je 1. ožujka 1992. godine objavila diskografska kuća Roadrunner Records.

## Popis pjesama
1. "Satan Spawn, the Caco-Daemon" - 4:26
2. "Dead but Dreaming" - 3:13
3. "Repent to Die" - 3:59
4. "Trifixion" - 2:59
5. "Behead the Prophet (No Lord Shall Live)" - 3:44
6. "Holy Deception" - 3:19
7. "In Hell I Burn" - 4:37
8. "Revocate the Agitator" - 2:47

## Zasluge
- Glen Benton – vokali, bas-gitara
- Eric Hoffman – gitara
- Brian Hoffman – gitara
- Steve Asheim – bubnjevi